# Rundkirche Preslaw
Die Rundkirche in Weliki Preslaw (auch Die Goldene Kirche oder St. Johanneskirche) ist eine Ruine eines frühmittelalterlichen Kirchengebäudes der Orthodoxen Kirche Bulgariens. Sie befindet sich in Weliki Preslaw, der ehemaligen Hauptstadt des bulgarischen Reichs.
Sie gilt als ein Symbol der Christianisierung des Ersten Bulgarischen Reiches und des Goldenen Zeitalters Bulgariens.
Vom ersten Zaren Simeon im frühen 10. Jahrhundert erbaut, ist die Kirche ein Beispiel des Eklektizismus, in dem Elemente spätrömischer, byzantinischer, karolingischer und kaukasischer Baukunst vereint sind.